# Měkynec
Měkynec je obec v okrese Strakonice v Jihočeském kraji. Leží zhruba 5,5 kilometru severozápadně od Bavorova a jedenáct kilometrů západně od Vodňan. Žije v ní 51 obyvatel.

## Historie
První písemná zmínka o obci pochází z roku 1334.

## Přírodní poměry
Vesnicí, rozloženou kolem velkého návesního rybníka, protéká Měkynecký potok (přítok Bílského potoka v povodí Blanice).

## Obyvatelstvo
| Rok            | 1869 | 1880 | 1890 | 1900 | 1910 | 1921 | 1930 | 1950 | 1961 | 1970 | 1980 | 1991 | 2001 | 2011 | 2021 |
| -------------- | ---- | ---- | ---- | ---- | ---- | ---- | ---- | ---- | ---- | ---- | ---- | ---- | ---- | ---- | ---- |
| Počet obyvatel | 241  | 243  | 250  | 225  | 215  | 203  | 156  | 122  | 101  | 75   | 40   | 31   | 28   | 33   | 46   |
| Počet domů     | 34   | 36   | 36   | 36   | 37   | 37   | 37   | 36   | 30   | 28   | 18   | 31   | 33   | 33   | 33   |

## Obecní správa
Mezi lety 1850–1967 byl Měkynec obcí v okrese Písek (1850–1930), posléze v okrese Vodňany (1950) a později v okrese Strakonice. Od 1. dubna 1967 do 23. listopadu 1990 patřil jako část obce k Bílsku a od 24. listopadu 1990 je opět samostatnou obcí. V letech 1850–1908 k obci patřilo Krajníčko a v letech 1850–1920 také Záluží.

## Pamětihodnosti
- Kaple svatého Vojtěcha, na návsi, vystavěná 1854 je novorománskou kaplí a její restaurování bylo dokončeno v dubnu 2025. Do kaple se vrátil zrestaurovaný oltářní obraz svatého Vojtěcha namalovaný v roce 1855 prachatickým malířem Jacobem Faberem i tři dřevěné sochy (Panna Maria Královna, sv. Václav a sv.Jan Nepomucký).[8]
- Výklenková kaplička, při křižovatce silnic směr Záluží a Bílsko

## Galerie

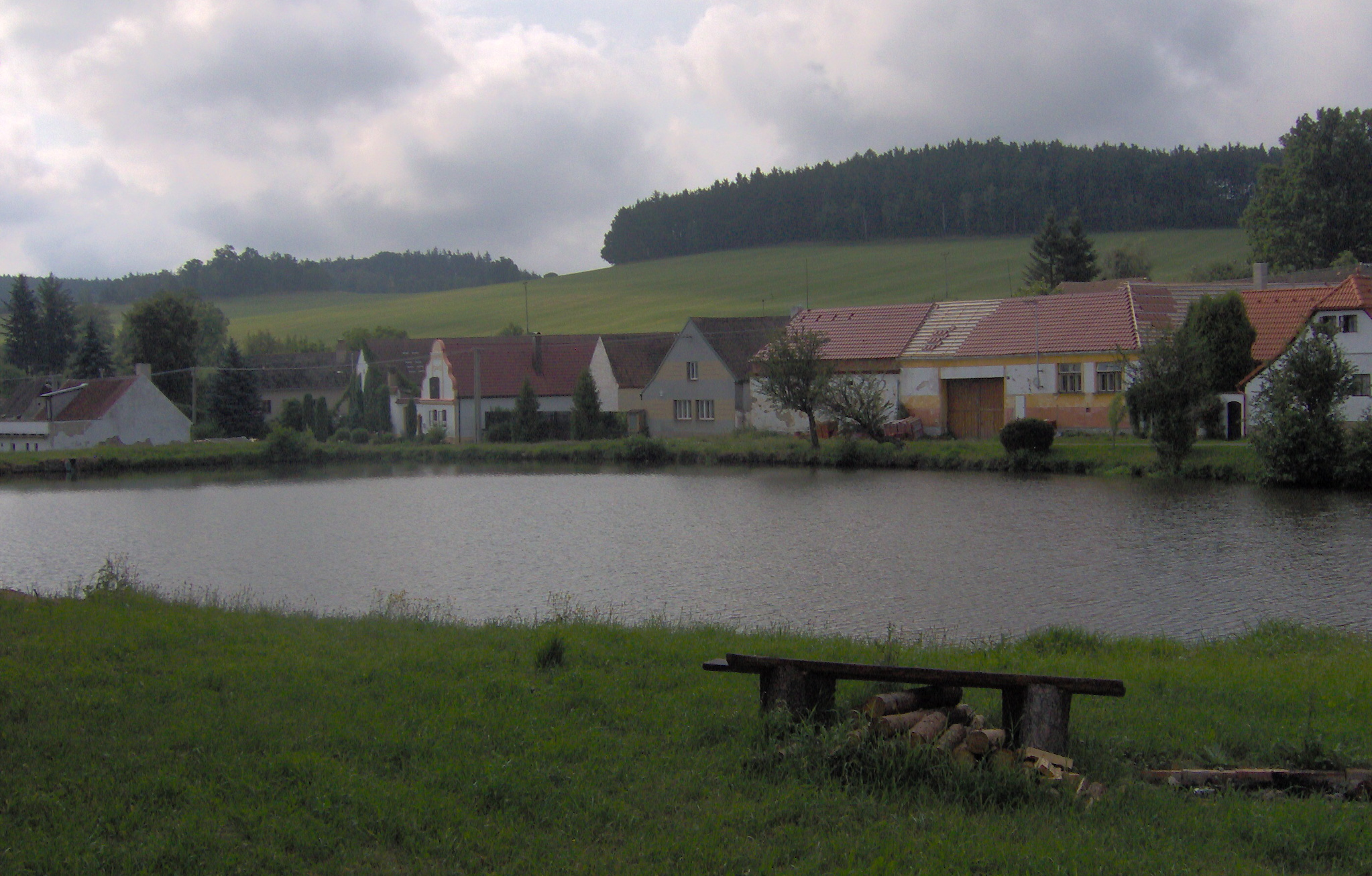
Rybník na návsi